# Venus (Timely Comics)
Venus è un personaggio dei fumetti pubblicato dalla Timely Comics (in seguito divenuta Marvel Comics), di cui diversi personaggi hanno indossato i panni.
- La prima, il cui vero nome è Aphrodite Ourania, è stata creata da Ken Bald con la collaborazione di Lin Streeter (disegni) per la copertina. La sua prima apparizione è in Venus n. 1 (agosto 1948);
- La seconda di essi, la cui reale identità è ignota, è stata creata da Jeffrey Parker (testi) e Leonard Kirk (disegni). La sua prima apparizione è in Agents of Atlas (vol. 1) n. 1 (ottobre 2006).

## Biografia dei personaggi

### Aphrodite Ourania
Nel 1948, fingendosi umana, col nome di Victoria Nutley Starr, incontrò Whitney P.Hammond, editore della rivista Beauty e non solo intrecciò con lui una storia d'amore, ma grazie alla sua divina bellezza, divenne anche modella di punta e redattrice della rivista, suscitando l'invidia e il rancore della segretaria di Hammond, Della Mason. Venus dovette anche difendersi dall'accusa mossale dalla figlia di Zeus di aver violato il divieto del padre di interagire con gli umani: fortunatamente l'operato di Venus sulla terra incontrò il favore di Zeus e degli altri dei e Venus poté continuare la sua vita terrena, svolgendo contemporaneamente il suo compito di dea dell'amore e combattendo spesso le forze del male (tra gli altri, per esempio, il Sultano Khorok di Cassarobia, la dea Neptunia, Loki), anche con l'aiuto di altri dei, in primis Apollo il quale, ancora innamorato di lei, mostrò sempre una certa ambivalenza nei rapporti con la dea, a volte sostenendola e a volte contrastandola.
Alla fine degli anni cinquanta Venus cominciò a rendersi conto che la sua relazione con Hammond era destinata a terminare nella sofferenza, dato che mentre l'uomo invecchiava di anno in anno, la dea rimaneva immutata. Venere decise quindi di porvi fine e di tornare sull'Olimpo. In anni più recenti la dea riprese le vesti di Victoria Starr per investigare le azioni di una sirena identica a lei e sua omonima e si dedicò all'insegnamento presso la UCLA. In seguito il dio degli Inferi, Plutone, che voleva detronizzare Zeus, per impedire che Venus ed Ercole sventassero i suoi piani, convinse con l'inganno Zeus a decretare le loro nozze, rispettivamente, con Ares ed Ippolita, che sostenevamo proprio Plutone. L'intervento di un gruppo di supereroi formato da Angelo, Vedova Nera (Natasha Romanoff), Ghost Rider e Uomo Ghiaccio impedì il matrimonio e ristabilì l'ordine. Mentre Ercole decise poi di unirsi ai supereroi, Venus preferì restare sull'Olimpo.
Negli anni successivi continuò a difendere la terra, a volte a fianco dei Vendicatori, e si ricongiunse con Hammond, ormai anziano.
Quando Zeus fu ucciso dal dio greco Mikaboshi, gli dei dell'Olimpo si trasferirono sulla terra. Era, moglie di Zeus, cercò di convincere gli altri dei ad appoggiare il suo piano di distruggere l'universo per crearne uno nuovo più confacente ai suoi desideri. Venus in primo momento non si lasciò coinvolgere in quanto era già assorbita da altre vicende legate alla sirena sua omonima, ma in seguito si unì ad Atena contro Era e, grazie al suo fascino, riuscì a convincere Ares a fare lo stesso.
Mentre i Nuovi Vendicatori, i Potenti Vendicatori e Atena organizzavano un assalto frontale al Gruppo Olimpo, gli Agent of Atlas cercavano di infiltrarsi nella corporazione dal sottosuolo. Furono fermati da Afrodite che finalmente affrontò Venus II. Durante la battaglia che ne seguì, Afrodite si rese conto che non provava amore da secoli, dalla guerra di Troia. Afrodite passò quindi il titolo di "Dea dell'Amore" e la cintura Cestus a Venus II in modo che gli altri dell'Olimpo la riconoscessero come la Dea ufficiale dell'Amore. Dopo aver fatto questo, Afrodite dichiarò di sentirsi libera di scoprire un nuovo percorso che le avrebbe portato gioia ancora una volta, e se ne andò, teletrasportandosi via.

### Sconosciuta (Sirena)
Il dio marino Phorcys, a cui la dea Gea aveva vietato di attaccare gli umani, creò le sirene affinché, con il meraviglioso canto e la bellezza (furono create a immagine di Venus), attirassero i marinai e li trascinassero negli abissi marini in modo che lui potesse cibarsene. Nel corso dei secoli tutte le sirene furono uccise, tranne una: quando, alla fine del XIX secolo, la sirena cercò di affondare la nave della Atlas Foundation su cui si trovava l'antico mistico Yao, l'uomo le donò un'anima. Sconvolta dal rimorso per le sue azioni, la sirena fuggì e trovò ricovero in un convento dove rimase per 20 anni senza mai invecchiare. In occasione di una esibizione del coro del convento, però, i poteri incantatori della sirena riemersero ed ella fu costretta ad andarsene.
Negli anni cinquanta si trasferì negli Stati Uniti d'America: per una coincidenza Venus aveva appena deciso di abbandonare il pianeta Terra e la sirena ne assunse l'identità e si unì ai G-Men nella lotta contro il male. Dopo essersi allontanata per un certo periodo, la sirena fece il suo ritorno negli anni settanta nelle vesti di Vicky Starr, come insegnante alla Pepperdine University, prima di scomparire di nuovo. Successivamente si recò in Kenya, dove riuscì a sfruttare i propri poteri per riappacificare delle tribù. Più di recente è ritornata con i G-Men guidati da Jimmy Woo.
Nell'Era Moderna, Jimmy Woo fu riportato alla sua giovinezza e iniziò a indagare sulla Fondazione Atlas, la posizione di Venere fu scoperta mentre Derek Khanata stava cercando l'origine dell'Uomo Gorilla. Viaggiando in Africa, Jimmy reclutò Venere, ma la squadra fu attaccata da Artiglio Giallo. 
Dopo una piccola colluttazione, Artiglio Giallo si rivelò essere un robot e Jimmy fu salvato dai suoi compagni di squadra. Dicendo addio alla tribù e lasciando l'Africa, la squadra torna dove Jimmy è stato inizialmente ferito nella speranza di trovare un tempio, ma non trovano nulla. Lasciandosi alle spalle M-11, Woo e la squadra si recano in una vecchia caffetteria che Woo era solito visitare, Gorilla Man rivela che M-11 lo ha visitato prima dello S.H.I.E.L.D. per informare Hale che aveva bisogno di salvare Woo e Marvel Boy ha rivelato le sue origini e come ci fosse una seconda versione di se stesso. Alla fine della storia, la squadra vede M-11 che cerca di viaggiare verso l'Antartide poiché ha concluso che Namora non è morta e ha bisogno di essere salvata. Viaggiando lì trovano quelli che sembrano essere i resti di Namora. 
Namora si rivelò essere viva da Marvel Boy e mentre M-11 liberò Namora, il resto della squadra fu attaccato da granchi giganti e fu salvato da una Namora appena rianimata. Sentendo di aver portato via la sua squadra dalle loro vite, Jimmy cerca di mandare a casa il resto della squadra, ma tutti hanno rifiutato e hanno intenzione di continuare ad aiutarlo a indagare. Utilizzando un elenco compilato da Woo prima che perdesse la memoria, hanno iniziato a indagare su tutte le possibili operazioni della Fondazione Atlas, con ogni singolo sito che visitano come uno. Dopo aver abbattuto alcuni pirati usando il suo canto della sirena, la squadra viene attaccata nuovamente da Artiglio Giallo e dal suo esercito di terracotta, nella lotta Artiglio Giallo è fuggito e nemmeno Grayson è riuscito a rilevare la sua presenza. Dopo l'attacco, Jimmy confidò a Khanata che sospettava che la sua squadra fosse un traditore. 
Durante la ricerca, Namora rivelò il segreto della vera natura di Venere, avendo saputo della leggenda della Sirena. Venere cadde in depressione e riempì di disperazione tutte le sue compagne. Questo fece sì che Marvel Boy rivelasse il fatto che Jimmy sospettava che M-11 fosse il traditore in mezzo. Mentre il resto della squadra iniziava a litigare tra loro, Woo la calmò e riuscì ad aiutarla a ritrovare la sua fiducia. Venere si era finalmente riconnessa con la sua vita passata e aveva riacquistato tutte le abilità che possedeva come naiade. Venus iniziò a cantare, calmando il resto della squadra e tornarono alla loro missione per abbattere il gruppo Atlas. 
Woo e la sua squadra tornano alla filiale di San Francisco della Atlas e rientrano nella stanza nascosta. Questa volta, sopravvivono e affrontano Artiglio Giallo e Mr. Lao. Si scopre che Artiglio Giallo stava aspettando l'arrivo di Woo, per reclamare il mantello di Gengis Khan. Con il titolo di Gran Khan, Woo assunse anche il controllo dei possedimenti della Fondazione Atlas. Jimmy chiese quindi a Khanata di mentire allo S.H.I.E.L.D. e di dire loro che in realtà erano morti nel tempio in modo da poter continuare in segreto. 
Quando Jimmy ha preso il controllo della Fondazione Atlas, ha professato la sua determinazione a utilizzare tali risorse per il miglioramento del mondo. Lui, Venere e gli altri agenti di Atlante sarebbero diventati una forza clandestina per sempre. 
La transizione dall'essere un'organizzazione criminale non è stata facile, tuttavia, poiché una delle prime missioni dopo essere diventata la fondazione Atlas ha coinvolto una fazione canaglia dell'organizzazione che non voleva fermare le proprie attività criminali. Utilizzando una produzione teatrale, avrebbero usato la forza vitale del pubblico, combinata con un vascello totemico, per creare un esercito di mostri. Il gruppo si alleò con Spider-Man per fermarli, dopo che lui e il gruppo furono attaccati. Inizialmente incerto da che parte stesse il gruppo, Spider-Man combatté con Gorilla Man fino a quando Siren usò la sua canzone per calmarlo. Alleandosi, fermarono la fazione canaglia quando l'M-11 distrusse la loro fonte di energia al Rockefeller Center. Al fine di mantenere segreta la loro esistenza, Marvel Boy ha cancellato tutti tranne la memoria della sua squadra dell'incidente, incluso quello di Spider-Man. 
Durante l'Invasione Segreta, Namora uccise un Super-Skrull e fu catturato da altri Skrull. Fu poi salvata da Gorilla-Man e M-11, e ritornò sulla nave del Marvel Boy con un ostaggio Skrull. La loro posizione fu scoperta, la squadra difese la nave e Jimmy chiese a Venus di usare i suoi poteri per uccidere gli aggressori, ma Venus non voleva usare i suoi poteri per uccidere e Marvel Boy rivelò che gli Skrull non erano malvagi e volevano solo unirsi alle razze umane e Skrull. Jimmy tuttavia, difendendo l'umanità, ottenne che l'M-11 spazzasse via tutti gli Skrull attaccanti. 
La Fondazione Atlas ha ostacolato le attività degli Skrull sulla costa occidentale durante la loro invasione. In seguito, però, il mondo era cambiato e Woo e la sua squadra fecero un passo sorprendente: usare la reputazione malvagia di Plan Chu per presentarsi come gli Agenti dell'Impero dell'Atlante. Il loro primo atto fu quello di rubare tutto l'oro di Fort Knox, che Norman Osborn aveva destinato a programmi di armi speciali. 
Venere fu rapita dalla vera dea dell'Olimpo Afrodite che era arrabbiata con lei per aver assunto il suo nome e le sue sembianze. Salvati dal gruppo, combatterono con Afrodite, fino a quando, in una battaglia di canzoni, la dea decise di nominare Venere al suo posto, riconoscendo che non si era veramente dedicata all'amore dai tempi della guerra di Troia.

## Altri media

### Videogame
Venus II compare in LEGO Marvel Super Heroes 2.